# Gdańsk Niedźwiednik
Gdańsk Niedźwiednik – przystanek Pomorskiej Kolei Metropolitalnej, leżący na terenie dzielnicy Wrzeszcz Górny przy granicy z dzielnicą Brętowo (osiedlem Niedźwiednik), na wysokości ok. 50 m n.p.m., w pobliżu zbiornika retencyjnego Srebrzysko, wzniesienia Ślimak i cmentarza Brętowskiego.

## Ruch pasażerski
| Rok  | Wymiana pasażerska na dobę |
| ---- | -------------------------- |
| 2017 | 50-99                      |
| 2022 | 200-299                    |

W bezpośrednim sąsiedztwie przystanku kolejowego usytuowany jest miejski przystanek autobusowy „Trawki (N/Ż)”.
Perony są położone na wysokości trzeciego piętra względem poziomu ulicy Słowackiego, od strony której wchodzi się na przystanek. Tę różnicę wysokości można pokonać przy użyciu schodów lub windy.

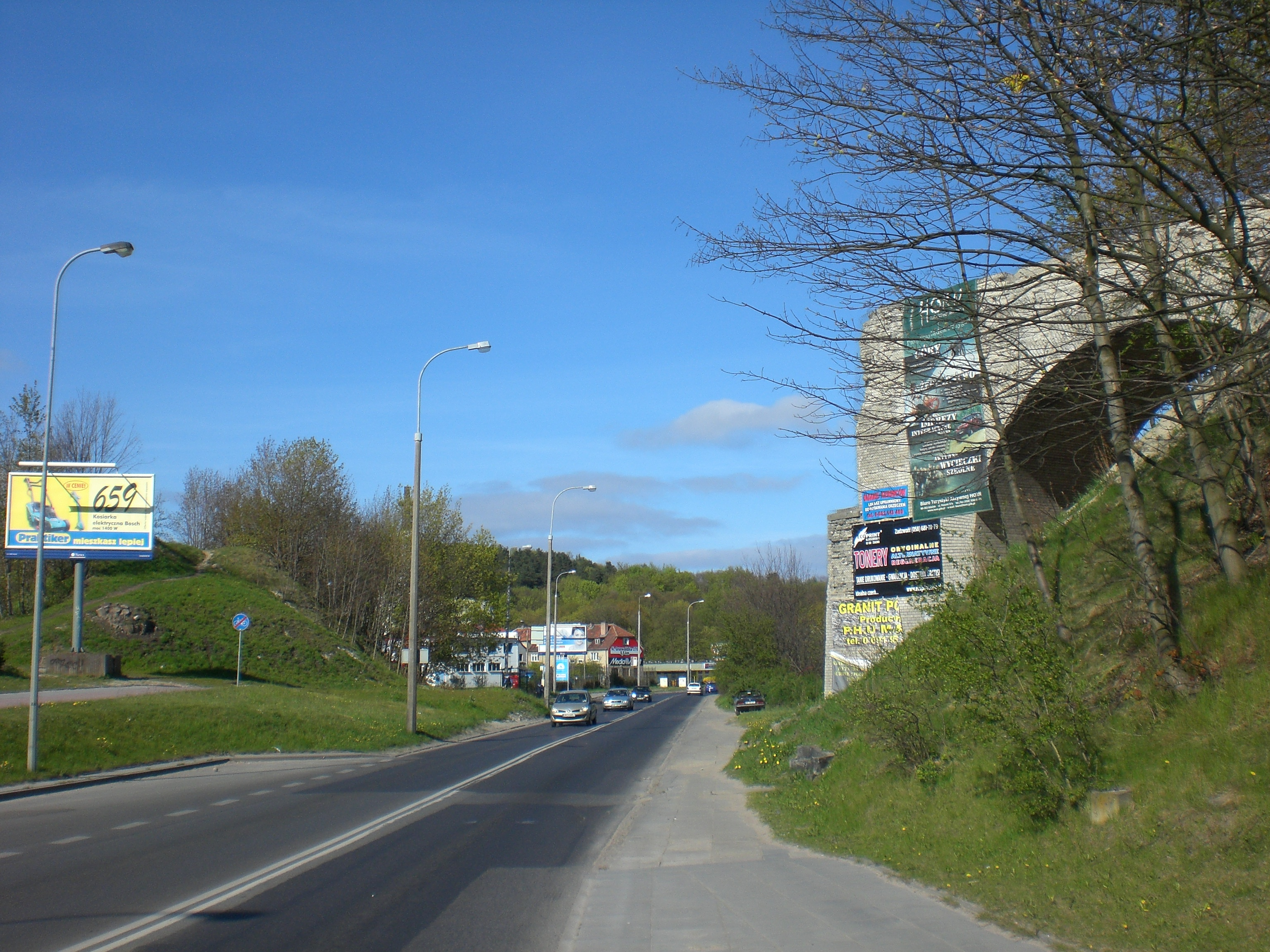
Resztki nieistniejącego wiaduktu, 2007

## Historia
Na południe od obecnego przystanku „Gdańsk Niedźwiednik” na ówczesnej linii kolejowej Gdańsk Wrzeszcz – Stara Piła istniał kratownicowy wiadukt kolejowy nad obecną ul. Słowackiego. Został on wysadzony przez Niemców 26 marca 1945, aby spowolnić przemieszczanie się Sowietów. Po zakończeniu wojny przyczółek wiaduktu pozostawał przez kilkadziesiąt lat niezagospodarowaną ruiną. Służył do wieszania billboardów oraz graficiarzom. Został zburzony w 2013 w ramach budowy PKM.
13 września 2014 podczas dnia otwartego Pomorskiej Kolei Metropolitalnej można było się przejechać drezyną na odcinku Gdańsk Niedźwiednik – Wiadukt Weisera.
Linia PKM przy przystanku Gdańsk Niedźwiednik została zbudowana w śladzie linii Gdańsk Wrzeszcz–Stara Piła.
W maju 2024, w 20. rocznicę wejścia Polski do Unii Europejskiej, powstał na jednym z filarów wiaduktu nowy mural autorstwa dwójki studentów ASP w Gdańsku, upamiętniający Pawła Huelle.